# Абсцесс

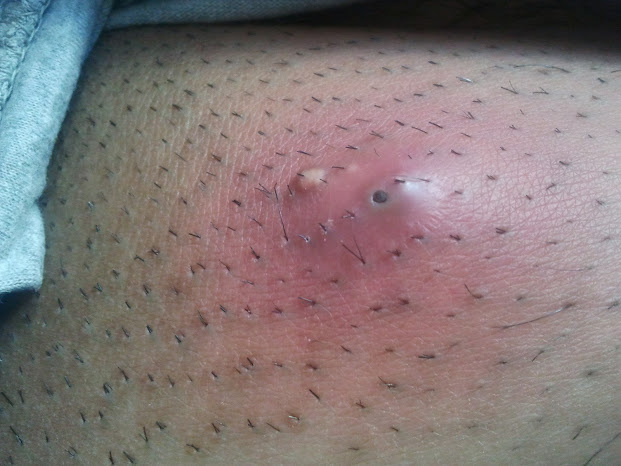
Пятидневная воспалённая киста эпидермального включения. Чёрное пятно — это кератиновая пробка, которая соединяется с подлежащей кистой

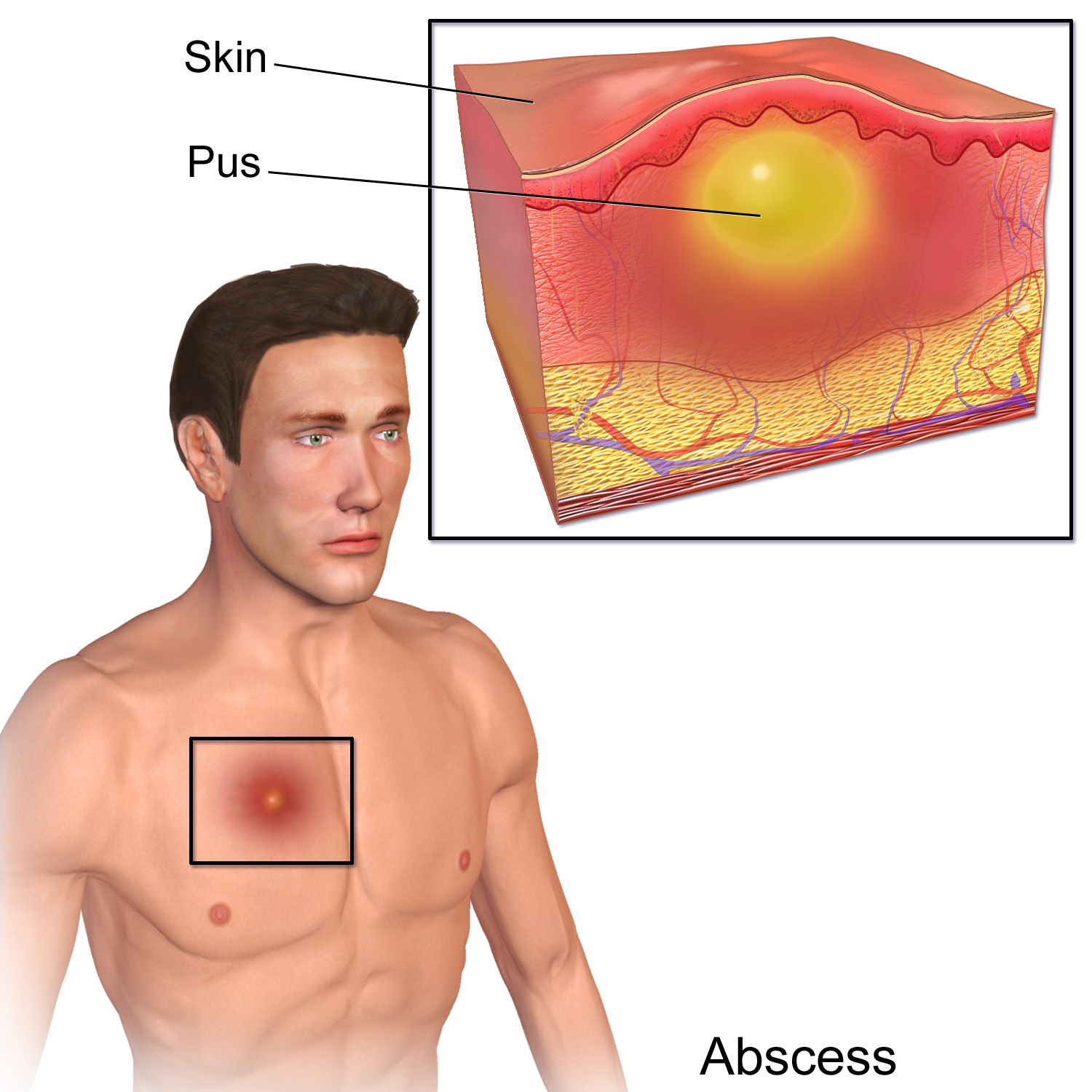
Схема абсцесса

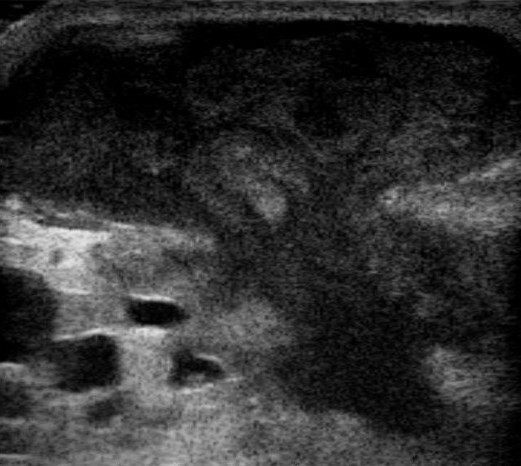
Ультразвуковое изображение абсцесса груди в виде грибовидной тёмной (гипоэхогенной) области

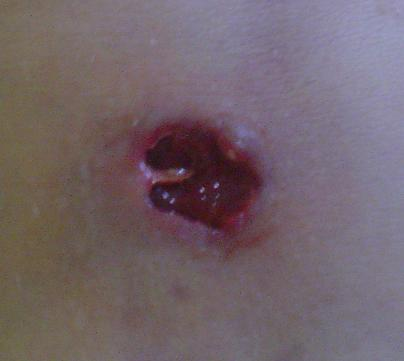
Абсцесс через пять дней после разреза и дренирования.

Абсце́сс (лат. abscessus — нарыв) — гнойное воспаление тканей с их расплавлением и образованием гнойной полости, может развиться в подкожной клетчатке, мышцах, костях, а также в органах или между ними. Абсцесс может возникать как самостоятельно (фурункул), так и являться осложнением другого заболевания (пневмония, травма, ангина — паратонзиллярный абсцесс).
Развитие абсцесса связано с попаданием в организм гноеродных микробов через повреждения кожи или слизистых оболочек или с заносом возбудителя по кровеносным и лимфатическим сосудам из другого гнойного очага. Защитная реакция организма проявляется в образовании капсулы, ограничивающей абсцесс от здоровых тканей.

## Этиология
Возбудителем абсцессов и флегмон является смешанная микрофлора с преобладанием стрептококков и стафилококков в комплексе с кишечной и другими видами палочек. В последние годы доказана значительная роль анаэробов (бактероидов и клостридий) в развитии абсцессов и флегмон, а также ассоциации аэробной и анаэробной инфекции. В некоторых случаях гной, полученный при вскрытии абсцессов и флегмон, не даёт роста микроорганизмов на обычных питательных средах, что свидетельствует о возбудителях, нехарактерных для данных заболеваний, которых нельзя обнаружить обычными исследовательскими приёмами. Этим в определённой мере можно объяснить значительное количество абсцессов и флегмон с атипичным течением.

## Клиническая картина
Абсцесс отличается большим полиморфизмом и зависит от этиологии, локализации абсцесса и его размеров.
При локализации абсцесса в поверхностных тканях всегда имеются все 5 классических симптомов воспаления:
1. покраснение
2. припухание
3. повышение температуры
4. болезненность
5. расстройство функции

Основным признаком абсцесса является симптом флюктуации.

## Холодный абсцесс
Холодный абсцесс — скопление гноя на ограниченном пространстве (обычно небольшом) без местных и общих проявлений воспалительной реакции (боль, покраснение кожи, повышение температуры тела), свойственных обычному абсцессу. Наблюдается преимущественно в определённые фазы течения костно-суставного туберкулёза или актиномикоза.

## Поддиафрагмальный абсцесс
Поддиафрагмальный абсцесс — скопление гноя, часто с газом, под грудобрюшной преградой (диафрагмой); осложнение острых воспалительных заболеваний органов брюшной полости (аппендицит, холецистит, панкреатит, прободная язва желудка или двенадцатиперстной кишки) или их травматических повреждений, сопровождающихся перитонитом.

## Натёчный абсцесс
Натёчный абсцесс — ограниченное скопление гноя, не сопровождающееся острой воспалительной реакцией; встречается при костно-суставном туберкулёзе. В отличие от обычных «горячих» абсцессов туберкулёзные «холодные» абсцессы характеризуются весьма скрытым и медленным развитием (в течение нескольких недель и месяцев) и отсутствием таких признаков острого воспаления, как боль, краснота и другие.

## Лечение
Лечение в большинстве случаев — хирургическое.
Метод выбора лечения абсцесса брюшной полости — чрескожное дренирование или пункция под контролем УЗИ.
Местное — состоит из сочетания гигиенических и лечебных мероприятий. Осторожно выбривают волосы, тщательно антисептическими растворами обрабатывают область поражения.
Применяют физиотерапевтические мероприятия (УФО, УВЧ).
Местно накладывают повязки с левомеколем или стелланином.